# Maurice de Wendel
Pour les autres membres de la famille, voir Famille de Wendel.
Maurice de Wendel, né le 28 février 1879 dans le 9e arrondissement de Paris et mort le 19 mars 1961 au château de la Brouchetière, à Jœuf, est un industriel et maître de forges français.

## Biographie

### Famille

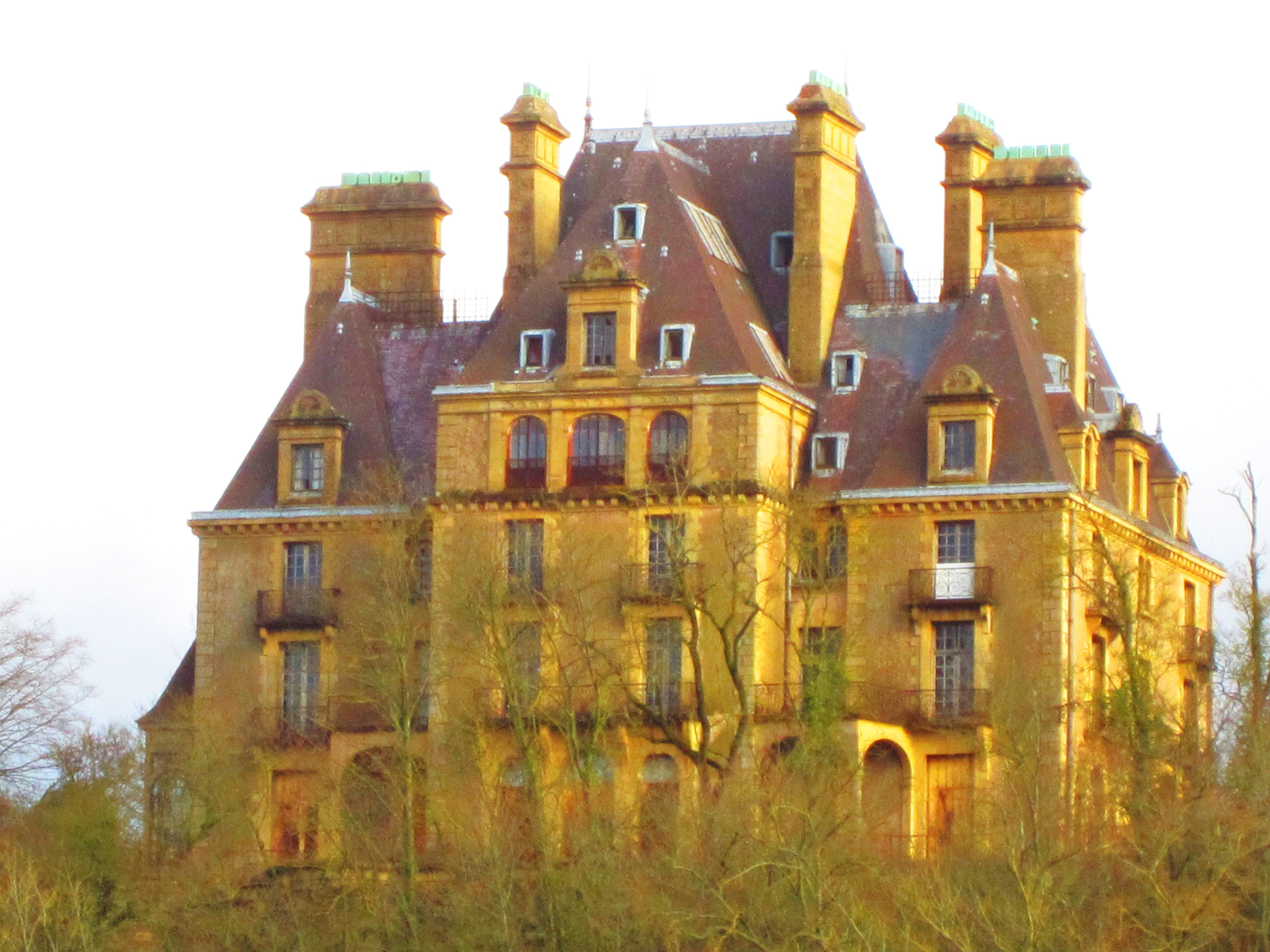
Château de la Brouchetière, Jœuf.

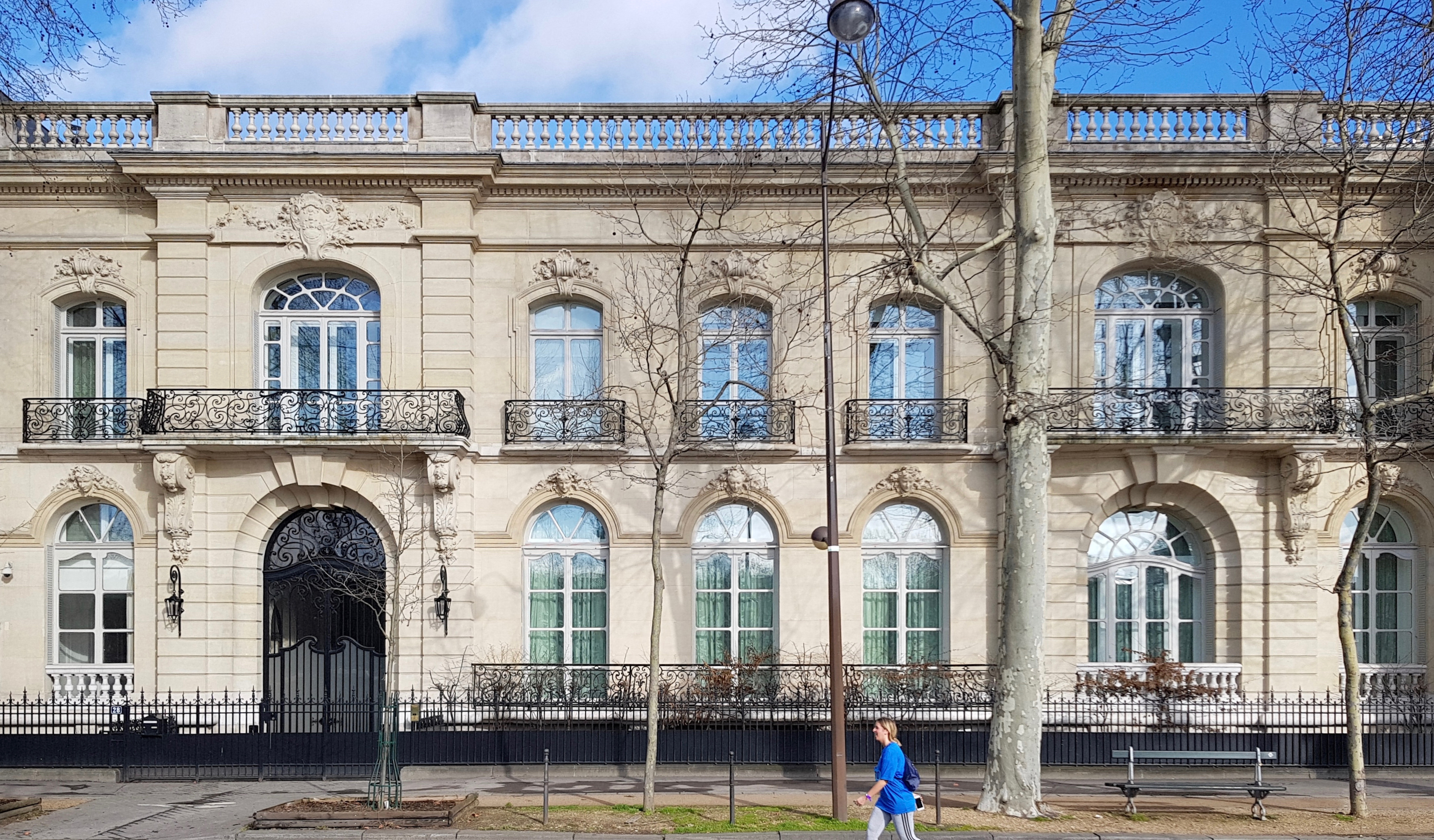
Hôtel de Sourdeval-Demachy, demeure de Maurice de Wendel à partir de 1910, construite pour Mme de Sourdeval par Louis Parent.

Fils d'Henri de Wendel (1844-1906) et de Berthe de Corbel de Vaulserre (1849-1918), Maurice de Wendel épouse, le 7 novembre 1905 à Paris (VIIIe arrondissement, paroisse Saint-Philippe du Roule), Andrée des Monstiers-Mérinville (1886-1980). C'est une dame d'œuvres, qui est présidente du comité mosellan de l'ADF, présidente en 1940 de l'Association des Dames françaises (ADF), vice-présidente du conseil départemental de la Croix-Rouge de la Moselle après guerre, chevalier de la Légion d'honneur en 1930, officier en 1953, titulaire de la grande médaille d'honneur de la Croix-Rouge française en 1960 (plus haute distinction de l'association), comme vice-présidente du conseil départemental de la Croix-Rouge de la Moselle.
Le couple aura quatre enfants :
- Renée (1907-2002), baronne Jean Seillière de Laborde et mère d'Ernest-Antoine Seillière ;
- Ségolène (1908-1981), résistante ;
- Berthilde (1917-2015), baronne Philippe Waldruche de Montrémy ;
- France-Victoire (1918-1997), comtesse Pierre Celier[3].

Il est le grand-père d'Ernest-Antoine Seillière de Laborde, troisième baron Seillière, président du MEDEF de 1997 à 2005.

### Carrière
Élève de l'École des mines de Paris en 1899, il devient gérant de la société « Les petits fils de François de Wendel & Cie », président de la Société métallurgique de Senelle-Maubeuge et de la Société des hauts-fourneaux de Rouen, vice-président de la société Rhin-et-Rhône, et administrateur de Wendel et Cie, de la Société houillère de Liévin, de la Compagnie des mines de Crespin, de la Compagnie des mines de La Clarence, de l'Union des Mines, etc.
Il devient vice-président de l'Union des industries et métiers de la métallurgie (UIMM) et conseiller du commerce extérieur de la France.

## Sources
- Les papiers personnels de Maurice de Wendel et de son frère François de Wendel sont conservés aux  Archives nationales sous la cote 190AQ[4].